# Mount Vernon Place United Methodist Church

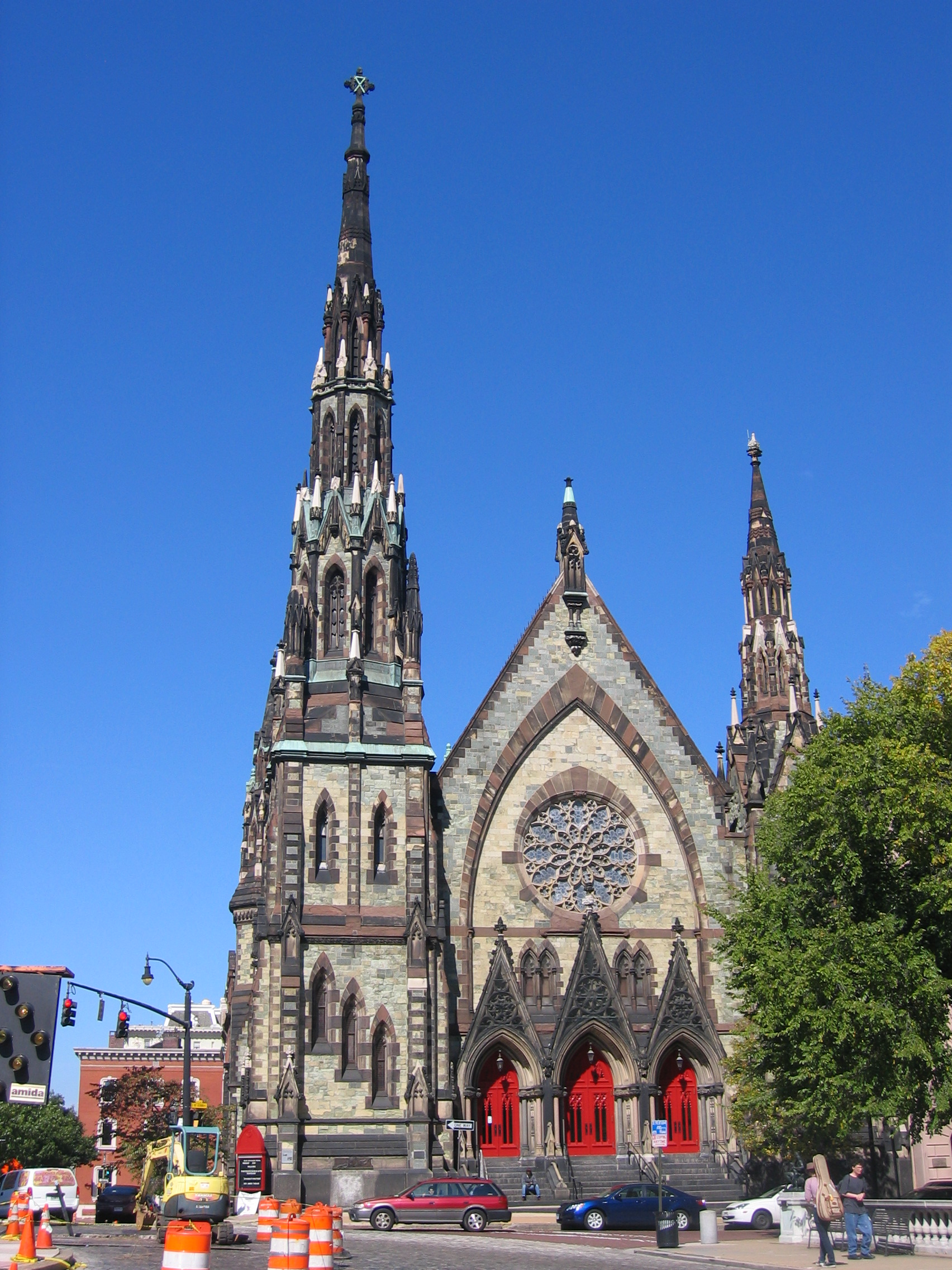
Die Mount Vernon Place Methodist Church

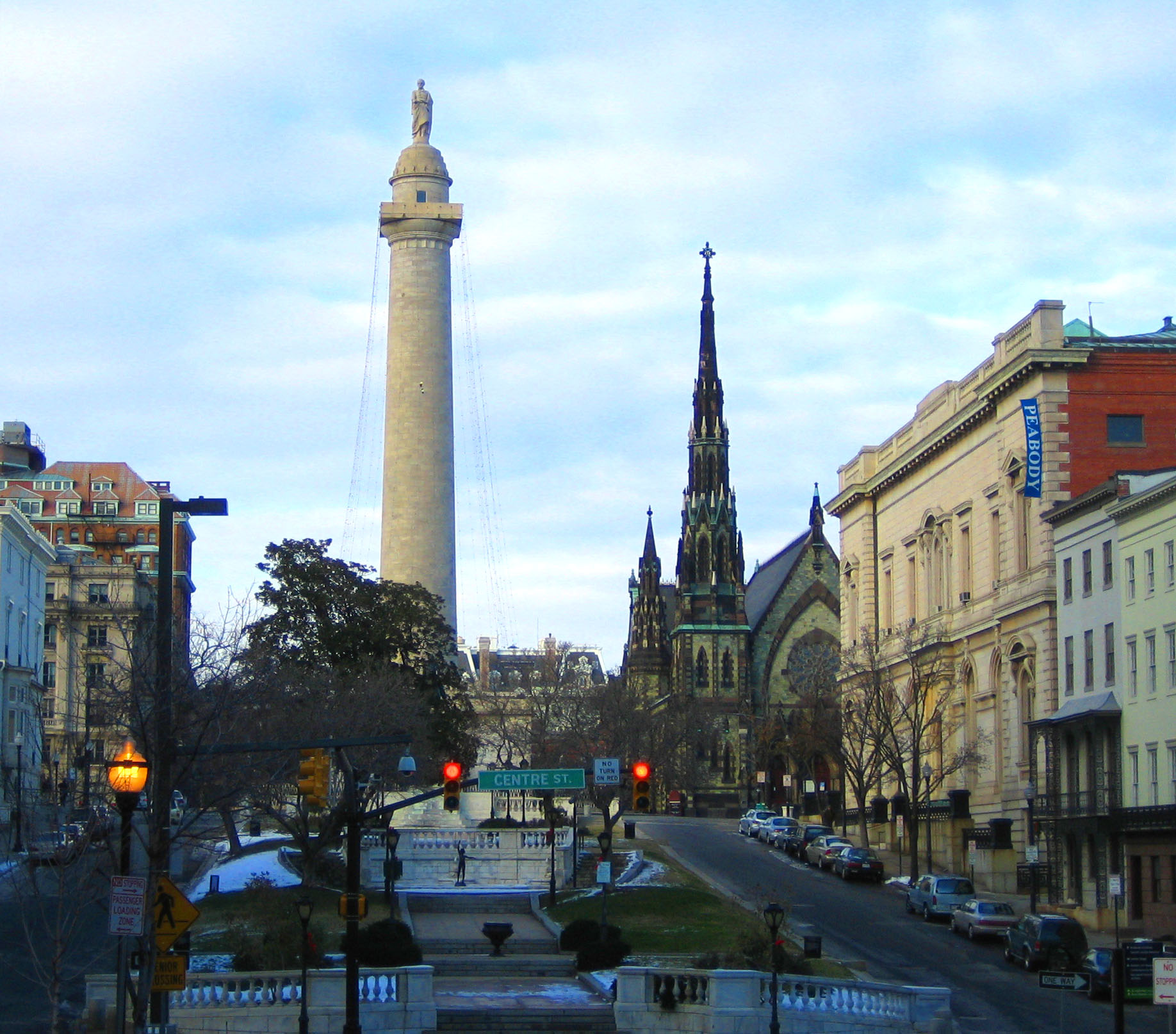
Die Kirche und das Washington Monument

Die First United Methodist Church ist ein methodistisches Kirchengebäude in Baltimore im US-Bundesstaat Maryland in den Vereinigten Staaten. Das Bauwerk befindet sich zentral in der Innenstadt direkt gegenüber des Washington Monuments und wurde 1971 im National Register of Historic Places als historisches Denkmal aufgenommen.

## Geschichte
Die heutige Mount Vernon Place United Methodist Church ist die vierte Heimstätte einer 1784 gegründeten Kirchengemeinde, die zu den Gründungsmitgliedern der ursprünglichen Methodist Episcopal Church in den Vereinigten Staaten zählt, aus der die United Methodist Church hervorgegangen ist. Die Gemeinde ist verbunden mit dem Namen von Francis Asbury, der einer der ersten beiden Bischöfe der Methodistenkirche war. Die Kirchengemeinde erhielt 1872 den Namen Mount Vernon Place Methodist Church, als sie an der heutigen Stelle ihre Kirche errichtet hatte. 
Der Grundstein dieses Bauwerks im neugotischen Stil wurde am 26. September 1870 gelegt. Der Bau wurde nach einem Entwurf von Thomas Dixon ausgeführt und 1872 fertiggestellt. Als Folge einer Fusion mit der Eutaw Street Methodist Church in Baltimore im Jahr 1926 gelangte die Marmorplatte des Grabs von Bischof Francis Asbury in die Kirche. Außerdem wurde an der Innenwand des Narthex eine Kanzel angebracht, von der aus Bischof Asbury in der Kirche in der Eutaw Street gepredigt hatte. Die Mount Vernon Place United Methodist Church wurde 1949 durch die Sidney Stanton Bosley Memorial Chapel erweitert, im Jahr 1957 wurde das sogenannte Asbury House im Osten an das Gotteshaus angefügt.